# ألبرت آيكهورن
ألبرت آيكهورن (بالألمانية: Albert Eichhorn)‏ هو عالم عقيدة ألماني، ولد في 1 أكتوبر 1856 في Garlstorf ‏ في ألمانيا، وتوفي في 3 أغسطس 1926 في براونشفايغ في ألمانيا.